# Влах, Леопольд
Леопольд Влах (нем. Leopold Wlach; 9 сентября 1902, Вена — 7 мая 1956, там же) — австрийский кларнетист.

## Биография
Учился у Бартоломи и Полачека в Венской академии музыки, в 1926 году с успехом гастролировал за границей. Через два года был принят в оркестры Венской филармонии и Государственной оперы, с 1932 г. преподавал в Академии, где воспитал ряд известных австрийских кларнетистов, среди которых — Альфред Босковски. Учеником Влаха был также Карл Эстеррайхер, который даже ненадолго занял его место преподавателя Венской академии после смерти своего учителя, но в дальнейшем полностью перешёл на дирижёрское поприще.
Влах — один из крупнейших представителей венской школы игры на кларнете в XX веке, оказавший большое влияние на развитие духового исполнительства. Его исполнение отличалось красотой звучания и точным контролем звукоизвлечения. Влах сделал ряд записей, наиболее ярко проявив свои качества в Квинтете A-dur Моцарта. В 1954 году Венское Моцартовское Общество наградило кларнетиста медалью.